# Elezioni comunali in Emilia-Romagna del 2006
Il 28 e 29 maggio 2006 (con ballottaggio l'11 e 12 giugno) in Emilia-Romagna si tennero le elezioni per il rinnovo di numerosi consigli comunali.

## Ferrara

### Cento
| Candidati e Liste                                                                                  | Voti   | %      | Seggi |
| -------------------------------------------------------------------------------------------------- | ------ | ------ | ----- |
| Flavio Tuzet                                                                                       | 5.875  | 31,20  | -     |
| Alleanza Nazionale                                                                                 | 1.659  | 10,94  | 6     |
| Rinascita Centese                                                                                  | 1.185  | 7,82   | 4     |
| Lega Nord                                                                                          | 751    | 4,95   | 2     |
| Adriano Orlandini                                                                                  | 7.981  | 42,39  | 1     |
| Democratici di Sinistra                                                                            | 2.699  | 17,80  | 2     |
| La Margherita                                                                                      | 1.561  | 10,30  | 1     |
| Comunisti Italiani                                                                                 | 1.005  | 6,63   | 1     |
| Uniti per Orlandini (Italia dei Valori-Udeur-Partito Socialista Democratico Italiano-Lista Civica) | 763    | 5,03   |       |
| Partito della Rifondazione Comunista                                                               | 469    | 3,09   | -     |
| La Rosa nel Pugno                                                                                  | 429    | 2,83   | -     |
| I Socialisti                                                                                       | 25     | 0,16   | -     |
| Annalisa Bregoli                                                                                   | 4.973  | 26,41  | 1     |
| Forza Italia                                                                                       | 1.760  | 11,61  | 3     |
| Alleanza per Cento                                                                                 | 1.560  | 10,29  | 1     |
| Unione di Centro                                                                                   | 740    | 4,88   | -     |
| Idea Giovane                                                                                       | 554    | 3,65   | -     |
| Totale alle liste                                                                                  | 15.160 | 100,00 | 18    |
| TOTALE                                                                                             | 18.829 | 100,00 | 20    |

## Forlì-Cesena

### Cesenatico
| Candidati e Liste                             | Voti   | %       | Seggi |
| --------------------------------------------- | ------ | ------- | ----- |
| Nivardo Panzavolta                            | 6.734  | 49,34   | -     |
| L'Ulivo                                       | 5.316  | 41,29   | 11    |
| Comunisti Italiani                            | 811    | 6,30    | 1     |
| Moderati Riformisti per Cesenatico            | 337    | 2,62    | -     |
| Michele De Leonardis                          | 4.690  | 34,37   | 1     |
| Forza Italia-Unione di Centro                 | 2.317  | 17,99   | 3     |
| Alleanza Nazionale                            | 946    | 7,35    | 1     |
| Cesenatico nel Cuore                          | 867    | 6,73    | 1     |
| Lega Nord                                     | 182    | 1,41    | -     |
| Guglielma Righi                               | 1.338  | 9,80    | 1     |
| Partito Repubblicano Italiano                 | 1.260  | 9,79    | 1     |
| Enrico Biguzzi                                | 529    | 3,88    | -     |
| Federazione dei Verdi-Alternativa Democratica | 485    | 3,77    | -     |
| Danilo Nannetti                               | 356    | 2,61    | -     |
| Partito della Rifondazione Comunista          | 355    | 2,76    | -     |
| Totale alle liste                             | 12.876 | 100,00  | 18    |
| TOTALE                                        | 13.647 | 100,00' | 20    |

## Modena

### Finale Emilia
| Candidati e Liste                                                               | Voti  | %       | Seggi |
| ------------------------------------------------------------------------------- | ----- | ------- | ----- |
| Raimondo Soragni                                                                | 5.308 | 58,72   | -     |
| L'Ulivo                                                                         | 2.991 | 38,72   | 9     |
| La Rosa nel Pugno                                                               | 683   | 8,84    | 2     |
| Costruiamo Insieme (Partito della Rifondazione Comunista-Federazione dei Verdi) | 599   | 7,75    | 1     |
| Finale al Centro                                                                | 306   | 3,96    | 1     |
| Italia dei Valori                                                               | 88    | 1,14    | -     |
| Vittorio Rossi                                                                  | 3.318 | 36,71   | 1     |
| Forza Italia-Alleanza Nazionale-Unione di Centro                                | 1.693 | 21,92   | 4     |
| Lista Civica per Rossi                                                          | 1.012 | 13,10   | 2     |
| Lorenzo Biagi                                                                   | 413   | 4,57    | -     |
| Lega Nord                                                                       | 353   | 4,57    | -     |
| Totale alle liste                                                               | 7.725 | 100,00  | 19    |
| TOTALE                                                                          | 9.039 | 100,00' | 20    |

### Pavullo nel Frignano
| Candidati e Liste                      | Voti   | %       | Seggi |
| -------------------------------------- | ------ | ------- | ----- |
| Romano Canovi                          | 5.696  | 56,00   | -     |
| La Torre                               | 2.861  | 29,76   | 7     |
| La Margherita-Civica per Pavullo       | 1.147  | 11,93   | 2     |
| La Rosa nel Pugno                      | 833    | 8,66    | 2     |
| Unione a Sinistra                      | 580    | 6,03    | 1     |
| Italia dei Valori                      | 70     | 0,73    | -     |
| Gian Luca Muzzarelli                   | 4.180  | 41,09   | 1     |
| Il Castello                            | 3.397  | 35,33   | 7     |
| Uniti a Pavullo per Muzzarelli Sindaco | 440    | 4,58    | -     |
| Giuseppe Romani                        | 296    | 2,91    | -     |
| Pavullo 2006                           | 286    | 2,97    | -     |
| Totale alle liste                      | 9.614  | 100,00  | 19    |
| TOTALE                                 | 10.172 | 100,00' | 20    |

## Parma

### Salsomaggiore Terme
| Candidati e Liste                                                         | Voti   | %      | Seggi |
| ------------------------------------------------------------------------- | ------ | ------ | ----- |
| Massimo Tedeschi                                                          | 6.902  | 57,46  | -     |
| Democratici di Sinistra                                                   | 3.050  | 28,57  | 7     |
| La Tua Arca                                                               | 895    | 8,38   | 2     |
| Città Sale e Zolfo                                                        | 825    | 7,73   | 1     |
| Rifondazione Comunista                                                    | 555    | 5,20   | 1     |
| Con l'Unione (Federazione dei Verdi-Comunisti Italiani-Italia dei Valori) | 459    | 4,30   | 1     |
| Nuove Idee                                                                | 371    | 3,47   | -     |
| Michele Rainieri                                                          | 3.761  | 31,31  | 1     |
| Forza Italia                                                              | 1.797  | 16,83  | 4     |
| Unione di Centro                                                          | 894    | 8,37   | 1     |
| Alleanza Nazionale                                                        | 700    | 6,56   | 1     |
| Gianfranco Biolzi                                                         | 967    | 8,05   | 1     |
| Lega Nord                                                                 | 815    | 7,63   | -     |
| Paola Mecarelli                                                           | 261    | 2,17   | -     |
| Lista Civica Mecarelli                                                    | 206    | 1,93   | -     |
| Paolo Mario Calza                                                         | 120    | 1,00   | -     |
| Democrazia                                                                | 110    | 1,03   | -     |
| Totale alle liste                                                         | 10.677 | 100,00 | 18    |
| TOTALE                                                                    | 12.011 | 100,00 | 20    |

## Ravenna

### Ravenna
| Candidati e Liste                      | Voti   | %      | Seggi |
| -------------------------------------- | ------ | ------ | ----- |
| Fabrizio Matteucci                     | 58.263 | 68,94  | -     |
| L'Ulivo                                | 40.225 | 49,92  | 24    |
| Partito Repubblicano Italiano          | 4.905  | 6,09   | 2     |
| Rifondazione Comunista                 | 3.515  | 4,36   | 2     |
| Comunisti Italiani                     | 2.785  | 3,46   | 1     |
| Federazione dei Verdi                  | 1.605  | 1,99   | -     |
| Italia dei Valori                      | 1.062  | 1,32   | -     |
| Rosa nel Pugno                         | 1.024  | 1,27   | -     |
| Lista Consumatori - Partito Pensionati | 528    | 0,66   | -     |
| Gianfranco Spadoni                     | 18.671 | 22,09  | 1     |
| Forza Italia                           | 11.523 | 14,30  | 5     |
| Lista per Ravenna                      | 6.167  | 7,65   | 3     |
| Sergio Covato                          | 5.155  | 6,10   | 1     |
| Alleanza Nazionale                     | 4.986  | 6,19   | 1     |
| Patrizia Zaffagnini                    | 1.323  | 1,57   | -     |
| Lega Nord                              | 1.235  | 1,53   | -     |
| Gabriele Agostini                      | 931    | 1,10   | -     |
| Comitato Cittadino Mariola             | 873    | 1,08   | -     |
| Alberto Magnani                        | 172    | 0,20   | -     |
| L'Unicorno                             | 149    | 0,18   | -     |
| Totale alle liste                      | 80.582 | 100,00 | 38    |
| TOTALE                                 | 84.515 | 100,00 | 40    |

## Rimini

### Rimini
| Candidati e Liste                                      | Voti   | %      | Seggi |
| ------------------------------------------------------ | ------ | ------ | ----- |
| Alberto Ravaioli                                       | 36.878 | 51,09  | -     |
| L'Ulivo                                                | 24.785 | 37,30  | 19    |
| Italia dei Valori                                      | 2.910  | 4,38   | 2     |
| Rifondazione Comunista                                 | 2.510  | 3,78   | 1     |
| Comunisti Italiani                                     | 1.828  | 2,75   | 1     |
| Federazione dei Verdi                                  | 1.583  | 2,38   | 1     |
| Udeur-Lista Consumatori-Partito Pensionati             | 430    | 0,65   | -     |
| Partito Socialista Democratico Italiano - I Socialisti | 177    | 0,27   | -     |
| Alberto Bucci                                          | 29.030 | 40,21  | 1     |
| Forza Italia                                           | 12.128 | 18,25  | 7     |
| Alleanza Nazionale                                     | 10.113 | 15,22  | 5     |
| Unione di Centro                                       | 2.267  | 3,41   | 1     |
| Rimini Nuova                                           | 1.483  | 2,23   | -     |
| Lega Nord                                              | 722    | 1,09   | -     |
| Renato Capacci                                         | 3.282  | 4,55   | 1     |
| Rimini Riformista                                      | 2.835  | 4,27   | -     |
| Stefano Casadei                                        | 2.312  | 3,20   | 1     |
| Rosa nel Pugno                                         | 2.044  | 3,08   | -     |
| Riccardo Cirri                                         | 465    | 0,64   | -     |
| Fiamma Tricolore                                       | 443    | 0,67   | -     |
| Eugenio Giulianelli                                    | 222    | 0,31   | -     |
| Federalisti Democratici Europei                        | 185    | 0,28   | -     |
| Totale alle liste                                      | 66.443 | 100,00 | 37    |
| TOTALE                                                 | 72.189 | 100,00 | 40    |